# Corcoracidae
Los corcorácidos (Corcoracidae, sin. Struthideidae) es una pequeña e inusual familia de aves paseriformes que contiene sólo dos especies superficialmente diferentes, Corcorax melanorhamphos y Struthidea cinerea, ambas endémicas de Australia. No existe acuerdo en cuanto a un nombre común para designar la familia pero a veces se usa el de ‘constructoras de nidos de barro australianas’.
En el campo del parentesco de Corcorax y Struthidea se hace evidente de inmediato: ambas especies son muy sociales, pasan mucho de su tiempo buscando alimento entre la hojarasca un andar muy distintivo, llamándose constantemente unas a otras, y ambas especies responden a intrusos humanos volando pesadamente a un árbol cercano, donde esperan que la intromisión termine, a menudo posándose en pares o tríos y componiéndose entre sí las plumas.
Se les llama pájaros apósteles porque se dice: “¡siempre hay doce de ellos!”. De hecho, típicamente el tamaño de los grupos varía de alrededor de 6 hasta 20.

## Especies de Corcoracidae
- Corcorax melanorhamphos, chova de alas blancas, White-winged Chough
- Struthidea cinerea, pájaro apóstol, Apostlebird